# Pilotell
 (juin 2025).
Georges Raoul Eugène Pilotelle (né le 17 février 1845 à Poitiers, mort à Londres le 29 juin 1918) est un caricaturiste de la Commune de Paris connu sous le pseudonyme de Pilotell.

## Biographie
Né à Poitiers dans une famille bourgeoise (son père est adjoint au maire et juge-suppléant au Tribunal de première instance), Georges Pilotell est très vite attiré par le dessin et monte à Paris, où il gagne sa vie en collaborant avec plusieurs journaux satiriques de l'opposition républicaine pour lesquels il réalise des caricatures : Paris-Caprice, Le Bouffon, Le Charivari, Le Hanneton et La Rue de Jules Vallès. Le 8 février 1871 il lance le journal La Caricature politique, qui paraît deux fois par semaine.
Pilotell est appelé à des fonctions de commissaire spécial de la Commune. Lorsque la répression s'abat après la fin de la Semaine sanglante, il se réfugie successivement à Genève, Bruxelles, La Haye et Rotterdam, puis s'exile à Londres où il s'établit et rencontre le succès. Il entame alors une deuxième vie plus réussie socialement et économiquement que la première et dessiné pour les journaux de mode londoniens. Pilotell dessine également de nombreux costumes pour les théâtres de Londres et de New York et réalise des portraits de grands personnages comme Benjamin Disraeli, la reine Victoria ou Thomas Carlyle. En 1879, il publie un album intitulé Avant, pendant et après la Commune, dans lequel il se présente comme « ex-directeur des Beaux-Arts, ex-commissaire spécial de la Commune, condamné à mort par le 3e conseil des assassins versaillais ». Il est en effet condamné à mort par contumace en 1874. Pilotell ne rentre jamais en France même après le vote de l'amnistie des communards et meurt à Londres le 29 juin 1918.